# Дрік Мілля
Дрік Мілля, дрік Міля (Genista millii) — вид квіткових рослин з родини бобових (Fabaceae).

## Біоморфологічна характеристика
Кущ 10–20 см заввишки. Листки зверху голі, знизу зазвичай відстовбурчено запушені.

## Поширення
Поширення: Греція та Крим (Україна).
В Україні вид росте на кам'янистих оголеннях — у гірському Криму.